# Новозиково (Гаринський міський округ)
Новози́ково (рос. Новозыково) — селище у складі Гаринського міського округу Свердловської області.
Населення — 117 осіб (2010, 101 у 2002).
Національний склад населення станом на 2002 рік: росіяни — 87 %.